# 1984年の野球
1984年の野球（1984ねんのやきゅう）では、1984年の野球界における動向をまとめる。

## 競技結果

### 日本プロ野球

#### ペナントレース
| 順位 | 球団               | 勝 | 敗 | 分 | 勝率 | 差   |
| 1位  | 広島東洋カープ     | 75 | 45 | 10 | .625 | 優勝 |
| 2位  | 中日ドラゴンズ     | 73 | 49 | 8  | .598 | 3.0  |
| 3位  | 読売ジャイアンツ   | 67 | 54 | 9  | .554 | 8.5  |
| 4位  | 阪神タイガース     | 53 | 69 | 8  | .434 | 23.0 |
| 5位  | ヤクルトスワローズ | 51 | 71 | 8  | .418 | 25.0 |
| 6位  | 横浜大洋ホエールズ | 46 | 77 | 7  | .374 | 30.5 |

| 順位 | 球団                 | 勝 | 敗 | 分 | 勝率 | 差   |
| 1位  | 阪急ブレーブス       | 75 | 45 | 10 | .625 | 優勝 |
| 2位  | ロッテオリオンズ     | 64 | 51 | 15 | .557 | 8.5  |
| 3位  | 西武ライオンズ       | 62 | 61 | 7  | .504 | 14.5 |
| 4位  | 近鉄バファローズ     | 58 | 61 | 11 | .487 | 16.5 |
| 5位  | 南海ホークス         | 53 | 65 | 12 | .449 | 21.0 |
| 6位  | 日本ハムファイターズ | 44 | 73 | 13 | .376 | 29.5 |

#### 日本シリーズ
| 日付                                 | 試合   | ビジター球団（先攻） | スコア   | ホーム球団（後攻） | 開催球場     |
| ------------------------------------ | ------ | -------------------- | -------- | ------------------ | ------------ |
| 10月13日（土）                       | 第1戦  | 阪急ブレーブス       | 2 - 3    | 広島東洋カープ     | 広島市民球場 |
| 10月14日（日）                       | 第2戦  | 阪急ブレーブス       | 5 - 2    | 広島東洋カープ     | 広島市民球場 |
| 10月15日（月）                       | 移動日 | 移動日               | 移動日   | 移動日             | 移動日       |
| 10月16日（火）                       | 第3戦  | 広島東洋カープ       | 8 - 3    | 阪急ブレーブス     | 阪急西宮球場 |
| 10月17日（水）                       | 第4戦  | 雨天中止             | 雨天中止 | 雨天中止           | 阪急西宮球場 |
| 10月18日（木）                       | 第4戦  | 広島東洋カープ       | 3 - 2    | 阪急ブレーブス     | 阪急西宮球場 |
| 10月19日（金）                       | 第5戦  | 広島東洋カープ       | 2 - 6    | 阪急ブレーブス     | 阪急西宮球場 |
| 10月20日（土）                       | 移動日 | 移動日               | 移動日   | 移動日             | 移動日       |
| 10月21日（日）                       | 第6戦  | 阪急ブレーブス       | 8 - 3    | 広島東洋カープ     | 広島市民球場 |
| 10月22日（月）                       | 第7戦  | 阪急ブレーブス       | 2 - 7    | 広島東洋カープ     | 広島市民球場 |
| 優勝：広島東洋カープ（4年ぶり3回目） |        |                      |          |                    |              |

#### 個人タイトル
|                               | セントラル・リーグ | セントラル・リーグ | セントラル・リーグ | パシフィック・リーグ | パシフィック・リーグ | パシフィック・リーグ |
| タイトル                      | 選手               | 球団               | 成績               | 選手                 | 球団                 | 成績                 |
| ----------------------------- | ------------------ | ------------------ | ------------------ | -------------------- | -------------------- | -------------------- |
| 最優秀選手                    | 衣笠祥雄           | 広島               |                    | ブーマー             | 阪急                 |                      |
| 最優秀新人                    | 小早川毅彦         | 広島               |                    | 藤田浩雅             | 阪急                 |                      |
| 最優秀投手                    | 山根和夫           | 広島               |                    |                      |                      |                      |
| 沢村栄治賞                    | 該当者なし         | 該当者なし         | 該当者なし         |                      |                      |                      |
| 首位打者                      | 篠塚利夫           | 巨人               | .334               | ブーマー             | 阪急                 | .355                 |
| 最多本塁打                    | 掛布雅之 宇野勝    | 阪神 中日          | 37本               | ブーマー             | 阪急                 | 37本                 |
| 最多打点                      | 衣笠祥雄           | 広島               | 102打点            | ブーマー             | 阪急                 | 130打点              |
| 最多盗塁                      | 高木豊             | 大洋               | 56盗塁             | 大石大二郎           | 近鉄                 | 46盗塁               |
| 最多安打                      | 田尾安志 谷沢健一  | 中日               | 166安打            | ブーマー             | 阪急                 | 171安打              |
| 最多出塁数(セ) 最高出塁率(パ) | 谷沢健一           | 中日               | 231出塁            | スティーブ           | 西武                 | .443                 |
| 最多勝利打点                  | W.クロマティ       | 巨人               | 14打点             | ブーマー             | 阪急                 | 21打点               |
| 最優秀防御率                  | 小林誠二           | 広島               | 2.20               | 今井雄太郎           | 阪急                 | 2.93                 |
| 最多勝利                      | 遠藤一彦           | 大洋               | 17勝               | 今井雄太郎           | 阪急                 | 21勝                 |
| 最多奪三振                    | 遠藤一彦           | 大洋               | 208奪三振          | 佐藤義則             | 阪急                 | 136奪三振            |
| 最高勝率                      | 江川卓             | 巨人               | .750               | 石川賢               | ロッテ               | .789                 |
| 最優秀救援投手                | 山本和行           | 阪神               | 34SP               | 山沖之彦             | 阪急                 | 25SP                 |

#### ベストナイン
|          | セントラル・リーグ | セントラル・リーグ | パシフィック・リーグ | パシフィック・リーグ |
| 守備位置 | 選手               | 球団               | 選手                 | 球団                 |
| -------- | ------------------ | ------------------ | -------------------- | -------------------- |
| 投手     | 山根和夫           | 広島               | 今井雄太郎           | 阪急                 |
| 捕手     | 達川光男           | 広島               | 藤田浩雅             | 阪急                 |
| 一塁手   | 谷沢健一           | 中日               | ブーマー             | 阪急                 |
| 二塁手   | 篠塚利夫           | 巨人               | 大石大二郎           | 近鉄                 |
| 三塁手   | 衣笠祥雄           | 広島               | 落合博満             | ロッテ               |
| 遊撃手   | 宇野勝             | 中日               | 弓岡敬二郎           | 阪急                 |
| 外野手   | 山崎隆造           | 広島               | 高沢秀昭             | ロッテ               |
| 外野手   | 山本浩二           | 広島               | T.クルーズ           | 日本ハム             |
| 外野手   | 若松勉             | ヤクルト           | 簑田浩二             | 阪急                 |
| 指名打者 |                    |                    | L.リー               | ロッテ               |

#### ダイヤモンドグラブ賞
|          | セントラル・リーグ | セントラル・リーグ | パシフィック・リーグ | パシフィック・リーグ |
| 守備位置 | 選手               | 球団               | 選手                 | 球団                 |
| -------- | ------------------ | ------------------ | -------------------- | -------------------- |
| 投手     | 西本聖             | 巨人               | 東尾修               | 西武                 |
| 捕手     | 達川光男           | 広島               | 藤田浩雅             | 阪急                 |
| 一塁手   | 中畑清             | 巨人               | 山本功児             | ロッテ               |
| 二塁手   | 篠塚利夫           | 巨人               | 大石大二郎           | 近鉄                 |
| 三塁手   | 衣笠祥雄           | 広島               | 松永浩美             | 阪急                 |
| 遊撃手   | 平田勝男           | 阪神               | 弓岡敬二郎           | 阪急                 |
| 外野手   | 長嶋清幸           | 広島               | 高沢秀昭             | ロッテ               |
| 外野手   | 屋鋪要             | 大洋               | 簑田浩二             | 阪急                 |
| 外野手   | 山崎隆造           | 広島               | 島田誠               | 日本ハム             |

### 高校野球
- 第56回選抜高等学校野球大会優勝：岩倉（東京都）
- 第66回全国高等学校野球選手権大会優勝：取手二（茨城県）

### 大学野球
- 第33回全日本大学野球選手権大会優勝：法政大
- 第15回明治神宮野球大会優勝：駒澤大

- 東京六大学野球連盟優勝 春：法政大、秋：明治大
- 東都大学野球連盟優勝 春：亜細亜大、秋：駒澤大
- 関西学生野球連盟優勝 春：近畿大、秋：近畿大

### 社会人野球
- 第55回都市対抗野球大会優勝：日産自動車
- 第11回社会人野球日本選手権大会優勝：住友金属

### メジャーリーグ
- ワールドシリーズ：デトロイト・タイガース（4勝1敗）サンディエゴ・パドレス
  - ナショナルリーグ東地区優勝：シカゴ・カブス
  - ナショナルリーグ西地区優勝：サンディエゴ・パドレス
  - アメリカンリーグ東地区優勝：デトロイト・タイガース
  - アメリカンリーグ西地区優勝：カンザスシティ・ロイヤルズ

## できごと

### 1月
- 1月7日 - 【MLB】ルイス・アパリシオ、ドン・ドライスデール、ハーモン・キルブリューのアメリカ野球殿堂入りが、全米野球記者協会の投票によって決定。
- 1月10日 - 阪神タイガースは大町定生とスコアラーとして契約[3]。
- 1月13日 - 三星の日本代表で代表取締役の李吉鉉が読売ジャイアンツオーナーの正力亨を訪れ、新浦寿夫の譲渡を申入れ了承され、新浦の韓国プロ野球・三星ライオンズ入りが決定[4]。
- 1月17日 - ロッテオリオンズは巨人の福島知春を金銭トレードで獲得したと発表[5]。
- 1月23日 - 野球体育博物館に表彰される野球人を選ぶ競技者表彰委員会が開かれ記者投票の開票を行うが、得票の75パーセントを獲得した候補者が出なかったため「該当者なし」となった[6]。

### 2月
- 2月6日 - 日本ハムファイターズ相談役の三原脩が急性心不全のため世田谷区の自宅にて22時40分死去[7]。
- 2月17日 - 巨人は、肋膜炎のため大分市の日赤病院にて入院中の岡崎郁を任意引退にし、今後は練習生として扱いで治療に専念する[8]。

### 3月
- 3月4日 - 東京、大阪に続く国内3番目の国際女子マラソン大会、名古屋国際女子マラソンの第1回（厳密には前身の20kmロードレース時代から通算して第5回）が開催される。東海テレビによる全国ネット中継もこの時開始。
- 3月5日 - 西武ライオンズは12時より西武ライオンズ球場隣接のレストランにてジェリー・ホワイトの入団を発表。登録名は「ジェリー」、年俸25万ドル（推定）[9]。
- 3月8日 - 【MLB】ピー・ウィー・リースとリック・フェレルのアメリカ野球殿堂入りが、ベテラン委員会で決定する。
- 3月26日 - 第56回選抜高等学校野球大会が阪神甲子園球場で開幕。
- 3月31日 - プロ野球はパ・リーグが開幕[10]。

### 4月
- 4月4日 - 選抜高等学校野球大会の決勝戦が阪神甲子園球場において行われ、東京都の岩倉高校が大阪府のPL学園を1-0で下し、大会初出場で初優勝[11]。
- 4月6日
  - プロ野球のセ・リーグが開幕。
  - ヤクルトスワローズの高野光が開幕試合の横浜スタジアムでの対横浜大洋ホエールズ1回戦に先発し、新人で開幕投手となる。1962年巨人・城之内邦雄以来22年ぶり、2リーグ制後12人目[12]。
  - 南海ホークスの門田博光が大阪球場での対阪急ブレーブス1回戦の九回裏に適時打を打ち、プロ通算1000打点を達成[13]。
- 4月7日 - 南海の新井宏昌が大阪球場での対阪急2回戦に出場し、プロ通算1000試合出場を達成。史上244人目[14]。
- 4月11日 - 後楽園球場での日本ハム対西武2回戦で日本ハムの大宮龍男が三塁ゴロを打った際バットが折れて西武捕手の黒田正宏の左側頭部に当たり、黒田は負傷退場した[15]。
- 4月12日 - 阪神の掛布雅之が甲子園球場での対大洋3回戦の四回裏に4号本塁打を打ち、プロ通算250本塁打を達成。史上21人目[16]。
- 4月13日 - 【MLB】モントリオール・エクスポズのピート・ローズが、タイ・カッブに次ぐメジャーリーグ史上2人目の通算4000安打を達成。
- 4月15日 - 近鉄バファローズの加藤英司が藤井寺球場での対ロッテ3回戦で二塁打を含む二安打を記録して通算3001塁打となり、史上24人目の3000塁打を達成[17]。
- 4月16日 - 大洋はジム・トレーシーの退団を発表。起用法を巡って監督の関根潤三と対立し球団に対して退団を申し入れていた[18]。
- 4月22日
  - 広島東洋カープが広島市民球場での対ヤクルト6回戦に8-3と勝利し、球団新記録となる11連勝[19]。
  - 中日ドラゴンズの大島康徳が後楽園球場での対巨人6回戦に先発出場し、プロ通算1500試合出場を達成。史上77人目[20]。
- 4月25日 - ロッテの有藤通世が川崎球場での対近鉄3回戦の6回裏に二塁打を放ち、プロ通算300二塁打を達成。史上26人目[21]。
- 4月27日 - ヤクルトは監督の武上四郎が成績不振と健康上の理由から休養し、ヘッドコーチの中西太が監督代理を務めると発表[22]。
- 4月28日 - 日本ハムの田村藤夫が後楽園球場での対ロッテ4回戦で捕手1試合5補殺のパ・リーグタイ記録[23]。

### 5月
- 5月5日
  - 近鉄の鈴木啓示が藤井寺球場での対日本ハム7回戦に先発して完投で4勝目を挙げ、史上6人目のプロ通算300勝を達成[24]。
  - 広島の山本浩二が後楽園球場での対巨人4回戦4回表に安打を放ち、プロ野球史上19人目の通算2000安打を達成[25]。
- 5月7日 - 近鉄はドン・マネーの退団を発表。マネーは家族がホームシックにかかった事を理由にアメリカへの帰国を希望し球団に対し退団を申し入れ、慰留に務めた球団も断念したため[26]。またリチャード・ディランも球団に対し退団を申入れた。
- 5月9日 - 阪急の福本豊が後楽園球場での対日本ハム7回戦の五回表に岡部憲章から三塁打を打ち、プロ通算100三塁打を記録。毒島章一の106本、金田正泰の103本に次いで史上3人目[27]。
- 5月10日
  - 大洋の平松政次が横浜スタジアムでの対広島戦の3回表に山根和夫から三振を奪い、プロ通算2000奪三振を達成。史上10人目[28]。
  - 阪急監督の上田利治が後楽園球場での対日本ハム8回戦を「急性胃炎」を理由に欠場し、コーチの梶本隆夫が代理監督を務めた。前日の同カードにてバンプ・ウィリスがベンチからの「待て」のサインを無視して強打したことで上田とバンプが激しく対立し、上田が「ベンチの指揮を守らない選手がいては指揮が取れない」と指揮権を放棄したため[29]。
- 5月11日
  - 10日の対日本ハム8回戦を「急性胃炎」を理由に欠場した阪急の監督の上田利治が西宮球場での対南海7回戦で復帰[30]。また、阪急球団は10日の試合でベンチからの「待て」のサインを無視して強打したバンプ・ウィリスに対し10万円の罰金を科し、バンプは「監督に反抗的なとったのは間違い」と謝罪した[30]。
  - 西武の田淵幸一が西武球場での対近鉄6回戦の5回裏に安打を放ち、プロ通算1500安打を達成。史上48人目[31]。この試合では西武の松沼雅之が6回表にリチャード・デュラン、7回表に有田修三の頭部に死球を与え退場。また、この投球をめぐって両軍選手がマウンド付近で乱闘となり、松沼雅に暴行を働いた近鉄の藤井栄治コーチが退場処分となった[32]。
- 5月18日 - 日本ハムの柏原純一が後楽園球場での対南海7回戦の八回裏に9号本塁打を放ち、プロ通算200本塁打を達成。史上43人目[33]。
- 5月22日
  - ヤクルトは代理監督の中西太が神経性の不整脈発作によるめまいで明治神宮野球場での対大洋7回戦を欠場し、一軍投手コーチの土橋正幸が中西に代わり指揮を執った。中西が回復するまで間、土橋が監督代行となる[34]。
  - 近鉄はドン・マネーに代わる外国人選手としてリチャード・デービスと契約したと発表。また、リチャード・デュランの退団も決定[35]。
- 5月23日
  - プロ野球コミッショナーの下田武三はセ・リーグ会長鈴木龍二、パ・リーグ会長福島慎太郎と会談し、試合時間の長時間化の要因になっているとして乱数表の使用禁止を要望した[36]。
  - 近鉄は大阪球場での対南海8回戦の三回表に1イニング9連続安打のパ・リーグタイ記録。9番の大原徹也から8番の有田修三まで、パでは初めて四死球を挟まず達成された[37]。
- 5月24日
  - ヤクルトは不静脈で辞意を表明した中西太に代わり、土橋正幸が代理監督に就任したと発表[38]。
  - 南海の新井宏昌が大阪球場での対近鉄9回戦の5回裏に安打を放ち、プロ通算1000安打を達成。史上130人目[39]。
- 5月25日 - プロ野球実行委員会が東京・芝の東京グランドホテルにて開かれ、乱数表を6月8日から使用禁止することで合意した[40]。
- 5月29日 - ロッテの仁科時成が日生球場での対近鉄11回戦に先発し、4-0とリードしていた9回二死から平野光泰に左翼フェンス直撃の安打を打たれ、ノーヒット・ノーランを逃した。仁科は昨年の8月20日の対近鉄20回戦に続いて2度目の「9回二死からノーヒットノーランを逃す」ことになった[41]。
- 5月30日
  - 広島は広島市民球場での対ヤクルト10回戦の四回裏に球団新記録となる1イニング12得点[42]。試合もヤクルトに21-3で大勝し、1試合21得点は1950年大洋戦での球団記録22得点に次いで球団史上2番目[42]。
  - 近鉄はリチャード・デュランに代わる外国人選手として元ボルチモア・オリオールズのマーク・コーリーの入団が内定した[43]。

### 6月
- 6月5日 - 日本ハムが鈴木悳夫一軍投手コーチと金山勝巳二軍投手コーチの入れ替えを発表[44]。
- 6月7日 - 近鉄がテストを受けていた元ボルチモア・オリオールズのマーク・コーリーの入団を発表[45]。
- 6月9日 - 近鉄の加藤英司が藤井寺球場での対南海10回戦の9回裏に、2-3とリードされた場面で金城基泰から5号逆転サヨナラ満塁本塁打を放ち、プロ通算300本塁打を達成[46]。
- 6月11日
  - 近鉄の柳原隆弘が対南海11回戦の9回裏に二死満塁の場面で大原徹也の代打で起用され、1号逆転サヨナラ満塁本塁打を放ち、近鉄は9日の南海10回戦（10日の同カードは雨天中止）に続いての2試合連続サヨナラ満塁本塁打で勝利[47]。
  - 大洋が辻恭彦を選手兼任二軍バッテリーコーチ補佐に昇格させることを決定した[48]。
- 6月14日 - 近鉄の梨田昌孝が石川県立野球場での対ロッテ15回戦に出場し、プロ通算1000試合出場を達成。史上246人目[49]。
- 6月15日 - ヤクルトは代理監督の土橋正幸が正式に監督に就任したと発表。球団代表の相馬和夫が休養中の前監督の武上四郎の監督辞任申し入れをこの日受理し、土橋の監督昇格を決定した[50]。
- 6月16日 - 巨人の中畑清が横浜スタジアムでの対大洋13回戦の1回表に10号3点本塁打を放ち、プロ通算100本塁打を達成。史上129人目[51]。
- 6月21日
  - 中日の大島康徳がナゴヤ球場での対ヤクルト13回戦の5回裏に17号本塁打を放ち、プロ通算250本塁打を達成[52]。
  - 阪急の水谷実雄が平和台球場での対西武16回戦の3回裏に安打を放ち、プロ通算1500安打を達成[53]。
- 6月27日 - 近鉄の平野光泰がナゴヤ球場での対日本ハム12回戦の4回裏に本塁打を放ち、プロ通算100本塁打を達成。史上130人目[54]。
- 6月28日
  - 日本ハムは監督の植村義信が辞任したと発表[55][56]。
  - 広島の北別府学が横浜スタジアムでの対大洋14回戦に先発して勝利投手となり、プロ通算100勝を達成。史上85人目[57]。
- 6月29日
  - 中日は横浜スタジアムでの対大洋12回戦で1回表から9回表まで毎回得点を記録、プロ野球史上4度目。試合は22-9で中日の勝利[58]。
  - 日本ハムが植村義信監督の辞任に伴う後任に、前監督の大沢啓二強化育成部長が就任すると発表[59]。

### 7月
- 7月3日 - 巨人の原辰徳が神宮球場での対ヤクルト12回戦の三回表に12号本塁打、四回表に13号本塁打を打ち、プロ通算100本塁打を達成[60]。
- 7月4日
  - 巨人は神宮球場での対ヤクルト13回戦で、1試合8本塁打の球団新記録[61]。
  - 近鉄の谷真一が後楽園球場での対日本ハム15回戦の四回表に1号満塁本塁打を打ち、これがプロ野球通算1000本目の満塁本塁打となる[62]。
- 7月5日 - 近鉄の有田修三が後楽園球場での対日本ハム16回戦に7番・捕手として出場し、プロ通算1000試合出場を達成[63]。
- 7月7日 - 巨人がナゴヤ球場での対中日16回戦に1-2でサヨナラ負けし、これで対中日戦14連敗となる[64]。
- 7月11日 - 巨人の河埜和正が札幌円山球場での対広島13回戦の八回裏に5号本塁打を打ち、プロ通算100本塁打を達成[65]。
- 7月12日 - 西武の東尾修が西武球場での対南海16回戦に先発して五回表に山本和範に死球を与え、パ・リーグ新記録となる通算140与死球となる[66]。
- 7月16日
  - 南海の門田博光が大阪球場での対日本ハム17回戦の6回裏に安打を放ち、プロ通算3000塁打を達成[67]。
  - 阪神の佐野仙好が広島市民球場での対広島16回戦の一回表に7号本塁打、八回表に8号2点本塁打を打ち、プロ通算100本塁打を達成[68]。
  - セ・リーグは東京・銀座の連盟事務所で理事会を開き、今年限りで退任するセ・リーグ会長の鈴木龍二の後任に、元日本鉄道建設公団総裁の川島廣守を選任[69]。
- 7月18日 - 近鉄の柳田豊が平和台球場での対ロッテ20回戦に先発し、7回3失点で勝利投手となり、プロ通算100勝を達成[70]。
- 7月19日
  - プロ野球の前半戦が終了。セ・リーグは中日、パ・リーグが阪急が首位で折り返す[71]。
  - ロッテのレロン・リーが平和台球場での対近鉄21回戦の三回裏に16号2点本塁打を打ち、プロ野球通算200本塁打を達成[72]。
- 7月24日 - オールスターゲーム第3戦がナゴヤ球場で行われ、読売ジャイアンツの江川卓が四回表から全セの2番手として登板し、連続8奪三振。9人目の打者、近鉄の大石大二郎に二ゴロを打たれ、江夏豊以来の9連続三振を逃したが、江川は最優秀選手賞を受賞した[73]。
- 7月27日
  - 西武の大田卓司が西宮球場での対阪急20回戦の9回表に代打として出場して1号本塁打を放ち、プロ通算150本塁打を達成[74]。
  - ヤクルトの大矢明彦が神宮球場での対大洋14回戦に8番・捕手として出場し、プロ通算1500試合出場を達成[75]。
- 7月29日 - 近鉄の平野光泰が札幌円山球場での対日本ハム18回戦の九回表に適時打を打ち、プロ通算1000安打を達成[76]。

### 8月
- 8月1日 - 広島の山本浩二が広島市民球場での対大洋16回戦に先発出場し、プロ通算2000試合出場を達成。史上19人目[77]。
- 8月5日 - 日本ハムは神宮球場での対西武18回戦に5-10で敗れ、前身の東映時代を通じ球団ワースト記録となる11連敗（この間3引き分けを含む）[78]。
- 8月7日 - 阪急の福本豊が大阪球場での対南海18回戦の9回表に二盗を成功させ、プロ通算1000盗塁を達成[79]。
- 8月8日 - 阪神甲子園球場で第66回全国高等学校野球選手権大会が開幕。
- 8月9日 - 神宮球場でのヤクルト対阪神19回戦で阪神が9回表に一死から11連続得点のプロ野球タイ記録。打たれたヤクルトの中本茂樹は1イニング11失点[80]。
- 8月11日 - 日本ハムは弘前での対南海20回戦に6-1で勝利し、連敗を14で止める[81]。
- 8月12日 - 札幌円山球場でのロッテ対西武16回戦でロッテの村田兆治が九回表から登板し1回を無失点に抑え、1982年5月17日対近鉄戦以来の公式戦出場を果たす[82]。西武の駒崎幸一が五回裏の中堅の守備で1イニング3失策し、外野手の1イニング失策のプロ野球記録となった[83]。
- 8月14日 - 中日の宇野勝がナゴヤ球場での対大洋20回戦の三回裏に28号本塁打を打ち、セ・リーグタイの10試合連続打点を記録[84]。
- 8月16日 - 阪急の村上信一が平和台球場での対ロッテ21回戦の八回裏に代打で登場し2号本塁打を放つ。村上は9日の対南海戦で公式戦初本塁打を代打で記録、プロ2打席でいずれも代打本塁打はプロ野球史上初[85]。
- 8月19日 - 西武は小野和幸が西武球場での対ロッテ19回戦で6回から登板して今季初登板、これで一軍に登板した投手は21選手となり、1970年西鉄ライオンズの20人を上回るパ・リーグ新記録となった[86]。
- 8月20日 - 中日の田尾安志が神宮球場での対ヤクルト22回戦三回表に16号2点本塁打を放ち、プロ通算100本塁打を達成[87]。
- 8月21日 - 全国高等学校野球選手権大会の決勝戦が甲子園球場において13時3分より行われ、茨城県代表の取手二高が前年度優勝のPL学園を延長10回8-4で破り、大会初優勝[88]。
- 8月26日 - 南海の門田博光が平和台球場での対日本ハム24回戦の2回表に25号本塁打を放ち、プロ通算350本塁打を達成[89]。
- 8月29日 - 南海の岸川勝也が大阪球場でのウエスタン・リーグ対近鉄14回戦の九回裏に史上初の代打逆転サヨナラ本塁打を打つ[90]。
- 8月31日 - ロッテの西村徳文が川崎球場での対阪急22回戦の二回裏に4号3点本塁打を打ち、これが球団通算4000本塁打となる[91]。

### 9月
- 9月1日
  - 広島は広島市民球場での対ヤクルト24回戦に6-1で勝ち、1950年の球団創設以来チーム通算2000勝を達成[92]。
  - 近鉄の鈴木啓示が大阪球場での対南海22回戦の2回裏に門田博光から三振を奪い、プロ通算3000奪三振を記録、史上4人目[93]。
- 9月5日 - 後楽園スタヂアムは16時から後楽園飯店にて記者会見し、日本初の屋根付きドーム球場の建設を正式に発表。来年5月に着工し、88年開業、総工費約350億円を予定[94]。
- 9月9日 - 巨人の江川卓が後楽園球場での対ヤクルト25回戦に先発し二回表に玄岡正充から三振を奪い、プロ通算1000奪三振を達成。史上69人目[95]。
- 9月12日 - 阪神の福間納が横浜スタジアムでの対大洋24回戦の五回裏に救援登板し、76年広島・渡辺弘基、82年阪神・池内豊が記録した年間73試合のセ・リーグシーズン最多登板に並ぶ[96]。
- 9月15日 - 西武の東尾修が西武球場での対南海25回戦に先発して完封で13勝目を挙げ、プロ通算200勝を達成。史上20人目[97]。
- 9月17日
  - 元パ・リーグ審判長の砂川恵玄が同日6時6分、肝硬変のため兵庫県尼崎市の安藤病院で死去。61歳[98]。
  - 日本ハムのトミー・クルーズが後楽園球場での対ロッテ23回戦の8回裏に28号本塁打を放ち、プロ野球通算100本塁打を達成。史上136人目で、外国人選手としては20人目[99]。
  - 近鉄の鈴木啓示が日生球場での対南海24回戦で今季15度目の完投で、日本プロ野球史上単独3位の通算336完投を記録[100]。
- 9月22日 - ヤクルトの松岡弘が横浜スタジアムでの対大洋20回戦の五回裏に田代富雄から三振を奪い、プロ通算2000奪三振を達成。史上11人目[101]。
- 9月23日 - 阪急対近鉄の第26回戦で阪急が近鉄を8-4で下し、1978年以来6年ぶり通算10度目のリーグ優勝が決定[102][103]。また、この勝利で球団通算3000勝を達成[103]。
- 9月29日 - 中日の谷沢健一が広島市民球場での対広島25回戦で2本塁打を含む3安打を打ち通算3004塁打となり、プロ通算3000塁打を達成。史上26人目[104]。
- 9月30日
  - パ・リーグは全日程が終了。阪急のブーマー・ウェルズがプロ野球史上5人目、6度目、外国人選手として初の三冠王を獲得[105]
  - 大洋の平松政次は後楽園球場での対巨人26回戦に先発して4回で降板後、今季限りで引退することを表明[106]。

### 10月
- 10月1日 - 西武の田淵幸一が池袋サンシャインビル内の西武球団事務所で記者会見し、現役引退を正式に表明[107]。またバッテリーコーチの森昌彦と、打撃コーチの与那嶺要の退団が決定[108]。
- 10月2日 - 巨人のレジー・スミスが神宮球場での対ヤクルト26回戦の試合後に、現役引退を表明[109]。
- 10月4日 - 大洋対広島23回戦が横浜スタジアムで行われ、広島が3-2で大洋を下し、4年ぶりのセ・リーグ優勝[110]。
- 10月5日
  - 甲子園球場で阪神対中日26回戦が行われ、掛布雅之、宇野勝が5打席連続敬遠[111]。掛布と宇野は本塁打王争いをしており、中日・阪神の両ベンチが敬遠策で勝負を避けていた。両者は3日のナゴヤ球場での中日対阪神25回戦でも5打席連続敬遠を記録しており[112]、掛布と宇野は10打席連続四球のプロ野球新記録[113]。
  - 大洋のレオン・リーが横浜スタジアムでの対広島24回戦の7回裏に安打を放ち、通算1000安打を達成[114]。
  - 近鉄の小川亨の現役引退と二軍打撃コーチ就任が決定[115]。
- 10月6日
  - セ・リーグ会長の鈴木龍二は、本塁打王争いをしていた掛布雅之と宇野勝が中日・阪神から10打席連続敬遠を受けたことに対し「野球協約の根本理念に反する」との声明を発表[116]。
  - 阪神の選手兼内野守備コーチの藤田平の退団が決定[117]。
- 10月8日 - ヤクルトの水谷新太郎が神宮球場での対大洋25回戦に先発出場し、プロ通算1000試合出場を達成[118]。
- 10月9日 - 巨人のレジー・スミスが東京・大手町の球団本部を訪れ、オーナーの正力亨に対し退団を申入れ、受理される[119]。
- 10月11日 - 西武は野球評論家の土井正博が二軍打撃コーチに就任したと発表[120]。
- 10月12日 - 阪神監督の安藤統夫が兵庫県西宮市の甲子園球場内の球団事務所を訪れ、球団社長の小津正次郎に対し監督辞任を申入れた[121]。
- 10月13日 - 横浜スタジアムでの大洋対ヤクルト26回戦が行われ、セ・リーグの全日程が終了[122]。
- 10月14日 - 【MLB】ワールドシリーズはタイガースがパドレスを下し、優勝。監督のスパーキー・アンダーソンは史上初の「（監督として）両リーグでのワールドシリーズ制覇」を達成。
- 10月15日
  - 大洋は東京・大手町の大洋漁業本社で記者会見し、新監督に野球評論家の近藤貞雄が就任したと発表[123]。
  - 阪神のオーナーの田中隆造と球団社長の小津正次郎は、監督の安藤統男から提出されていた辞表を正式に受理し、安藤の監督辞任が決定。後任に元近鉄監督の西本幸雄を招聘する意向を明らかにした[124]。
  - 沢村栄治賞の選考が18時から大阪の新阪急ホテルにおいて沢村賞選考委員会により開かれ、「該当者なし」と決定した[125]。
- 10月16日 - 阪神の球団社長の小津正次郎と球団代表の岡崎義人が兵庫県宝塚市の西本幸雄の自宅を訪ね、監督就任を要請[126]。
- 10月17日 - 阪神は稲葉光雄、太田幸司の現役引退を発表[127]。
- 10月18日 - 元近鉄監督の西本幸雄は、監督就任を要請されていた阪神の小津正次郎に対し、「体力、気力の面で自信が持てず、やはりお引き受け出来ない」として電話にて就任を断ると伝える[128]。
- 10月22日
  - 日本シリーズの第7戦が広島球場で行われ、広島が阪急を7-2で下し、対戦成績を4勝3敗として阪急を破り4年ぶり3度目の日本一[129]。
  - 大洋は古賀正明、佐藤政夫、福島久晃、新谷吉孝を自由契約とした[130]。
- 10月23日 - 阪神はホテル阪神で15時より記者会見を行い吉田義男の監督就任を発表。また、取締役会が開かれ、オーナーが田中隆造からオーナー代行の久万俊二郎へ、球団社長が小津正次郎から阪神電鉄本社専務の中埜肇がそれぞれ選出され、続いて行われた株主総会で承認される[131]。
- 10月24日 - 1984年度のプロ野球表彰選手を選出する記者投票が開票され、最優秀選手にセ・リーグは広島の衣笠祥雄、パ・リーグは阪急のブーマー・ウェルズ、最優秀新人にセは広島の小早川毅彦、パは阪急の藤田浩雅が選出される[132]。
- 10月25日 - 近鉄は元ヤクルト・ヘッドコーチの中西太の一軍打撃コーチ就任を発表[133]。

### 11月
- 11月3日 - ロッテの劔持貴寛と中日の田野倉利長の交換トレードが成立したとロッテ、中日両球団が発表[134]。
- 11月8日 - 日本ハムは六本木の球団事務所で、中日の三沢淳とロッテの小俣進を金銭トレードで獲得したと発表[135]。
- 11月9日 - 第8回正力松太郎賞の選考が東京・九段下のホテルグランドパレスにて開かれ、広島の衣笠祥雄を選出[136]。
- 11月12日 - 西武の江夏豊が西武球団事務所で記者会見し、引退を表明。この日球団事務所を訪れ「自由契約にしてほしい」と申し出、球団も了承[137]。
- 11月14日 - 近鉄は日本ハムから高橋里志を金銭トレードで獲得したと発表[138]。
- 11月15日 - 巨人の鈴木康友と西武の鴻野淳基の交換トレードが成立したと巨人、西武が正式に発表[139]。
- 11月19日 - 「日本プロ野球50年祭」の式典が東京・虎ノ門のホテルオークラで開催される[140]。セ・リーグ会長の鈴木龍二があいさつで勇退を表明。11月20日のドラフト会議議長が最後の仕事となり、今後は名誉会長となる[141]。
- 11月20日 - 1984年度の新人選手選択会議が東京・九段下のホテルグランドパレスで行われ、慶応大学の上田和明は巨人が、明治大学の広沢克己はヤクルトが交渉権を獲得[142]。
- 11月22日
  - 巨人の島貫省一と近鉄の佐野元国の交換トレードが成立したと巨人、近鉄両球団が発表[143]。
  - 中日は青山久人と南海の水谷茂雄の交換トレードが成立したと発表[144]。
  - 中日は藤沢公也に対し任意引退を申し渡した[144]。
- 11月26日 - 阪急の関口朋幸が球団に対し右肘の治療に専念するため任意引退と練習生扱いを申し出て了承される[145]。
- 11月30日 - 西武は東池袋の球団事務所で郭泰源の入団を正式に発表[146]。

### 12月
- 12月2日 - 元巨人のコーチの牧野茂が同日16時58分、膀胱がんのため東京都中央区の国立がんセンターで死去した。56歳[147]。
- 12月3日 - 大洋の長崎啓二と阪神の池内豊のトレードが成立したと大洋、阪神両球団が正式に発表[148]。
- 12月5日 - ロッテは前大洋の佐藤政夫の入団を発表[149]。
- 12月8日 - 阪急はシカゴ・カブスの3A・アイオワのジョセフ・A・ヒックスと正式に契約したと発表。2年契約で年俸10万ドル（推定）[150]。
- 12月11日 - 日本ハムはマイケル・リー・パターソンと契約[151]。
- 12月15日
  - 巨人は浅野啓司を自由契約とした[152]。
  - 南海は金城基泰を大阪市浪速区の球団事務所に呼び、巨人の中条善伸との交換トレードを通告し、金城もこれを了承[153]。
- 12月12日 - 大洋は前近鉄の林泰宏と契約[154]。
- 12月18日 - メジャー・リーグの優れたホームラン打者に授与される「ベーブ・ルース賞」で、巨人監督の王貞治が「往年組」での受賞が決定[155]。
- 12月20日 - 阪神はボストン・レッドソックスのリチャード・ゲイルと正式に契約したと発表[156]。
- 12月24日 - 日本ハムは前阪神コーチの相羽欣厚が一軍打撃コーチに就任したと発表[157]。
- 12月26日 - 前西武の江夏豊が米ロサンゼルスでミルウォーキー・ブルワーズと正式に交渉し、選手契約を結んだ[158]。
- 12月27日
  - ヤクルトは井本隆と竹本由紀夫を任意引退選手とした[159]。
  - 巨人は前大洋コーチの松原誠と二軍打撃コーチとして契約した[160]。

## 誕生

### 1月
- 1月1日 - 朝井秀樹
- 1月8日 - ジェフ・フランコーア
- 1月14日 - エリック・アイバー
- 1月14日 - マイク・ペルフリー
- 1月22日 - ウバルド・ヒメネス
- 1月24日 - スコット・カズミアー
- 1月30日 - 会田有志

### 2月
- 2月4日 - ダグ・フィスター
- 2月7日 - 真田裕貴
- 2月10日 - アレックス・ゴードン
- 2月20日 - ブライアン・マッキャン
- 2月27日 - アニバル・サンチェス
- 2月27日 - デナード・スパン

### 3月
- 3月8日 - 平野佳寿
- 3月9日 - クレイグ・スタメン
- 3月12日 - フランキー・デラクルーズ（+ 2021年）
- 3月12日 - ホセ・アレドンド
- 3月22日 - ジョー・スミス

### 4月
- 4月10日 - 金刃憲人
- 4月11日 - アンドレス・ブランコ
- 4月12日 - 松本高明
- 4月14日 - クリス・ラルー
- 4月17日 - ジェド・ラウリー
- 4月25日 - ロバート・アンディーノ
- 4月26日 - ショーン・ケリー

### 5月
- 5月9日 - プリンス・フィルダー
- 5月9日 - チェイス・ヘッドリー
- 5月14日 - ルーク・グレガーソン
- 5月24日 - ヘクター・アンブリーズ
- 5月27日 - ミゲル・ゴンザレス
- 5月31日 - アンドリュー・ベイリー

### 6月
- 6月2日 - 尾崎匡哉
- 6月5日 - ロビンソン・チリノス
- 6月9日 - ユリ・グリエル
- 6月12日 - ロジャー・バーナディーナ
- 6月14日 - 吉村裕基
- 6月15日 - クリフ・ペニントン
- 6月25日 - 高井雄平
- 6月29日 - 大引啓次
- 6月30日 - 上園啓史

### 7月
- 7月2日 - ウラディミール・バレンティン
- 7月6日 - 今浪隆博
- 7月6日 - 岡田幸文
- 7月7日 - 坂口智隆
- 7月15日 - 森岡良介
- 7月26日 - ブランドン・モロー
- 7月27日 - マックス・シャーザー
- 7月27日 - 西岡剛

### 8月
- 8月1日 - ブランドン・キンツラー
- 8月2日 - ルーク・ヒューズ
- 8月3日 - マット・ジョイス
- 8月8日 - 長峰昌司
- 8月11日 - メルキー・カブレラ
- 8月14日 - クレイ・バックホルツ
- 8月15日 - ジャロッド・ダイソン
- 8月18日 ‐ クーニン
- 8月22日 - 稲葉大樹
- 8月28日 - ウィル・ハリス

### 9月
- 9月8日 - 阿部健太
- 9月15日 - ルーク・ファンミル（+ 2019年）
- 9月19日 - 吉見一起
- 9月19日 - ダニー・バレンシア
- 9月21日 - ホアキン・アリアス
- 9月23日 - マット・ケンプ
- 9月27日 - 永井怜
- 9月28日 - ライアン・ジマーマン

### 10月
- 10月1日 - マット・ケイン
- 10月10日 - トロイ・トゥロウィツキー
- 10月19日 - ジョシュ・トムリン
- 10月21日 - ホセ・ロバトン
- 10月22日 - 浅尾拓也
- 10月30日 - アンソニー・バルバロ（+ 2022年）

### 11月
- 11月1日 - スティーブン・ボート
- 11月9日 - ジョエル・ズマヤ
- 11月13日 - トニー・アブレイユ
- 11月19日 - 大隣憲司
- 11月19日 - 本多雄一
- 11月22日 - ヤスメイロ・ペティット
- 11月23日 - ジャスティン・ターナー

### 12月
- 12月4日 - 岸孝之
- 12月6日 - 長野久義
- 12月13日 - 嶋基宏
- 12月18日 - 田中大輔
- 12月19日 - イアン・ケネディ

## 死去
- 2月6日 - 三原脩（元西鉄ライオンズ他監督、野球殿堂入り、*1911年）
- 2月22日 - 門前眞佐人（元阪神・大洋他、広島監督、*1917年）
- 3月30日 - 金山次郎（元松竹・広島ほか、*1922年）
- 9月1日 - 伊奈努（元中日、阪神他、*1934年）
- 10月1日 - ウォルター・オルストン（元ロサンゼルス・ドジャース監督、アメリカ野球殿堂入り、*1911年）
- 12月2日 - 牧野茂（巨人V9時代のコーチ、*1928年）